# 岡本実太郎
岡本 実太郎（おかもと じつたろう、明治14年（1881年）6月25日 - 昭和27年（1952年）4月30日）は日本の官僚、政治家、弁護士。

## 経歴
愛知県西加茂郡猿投村（現豊田市）出身。明治法律学校を卒業し第10回高等文官試験に合格し、1904年に大蔵省入省。
司法官試補、専売局事務官、広島専売局長などを歴任し、1920年退官。
弁護士としては、日本弁護士連合会理事、税務弁理士会監事（民政・愛知）などを務めた。
1924年の第15回衆議院議員総選挙で当選（以後、第16回・第17回・第19回・第20回・第22回と計6回当選）。立憲政友会政務調査会長や立憲民政党総務、農林参与官などを歴任した。